# Yuki Okada
Yuki Okada (岡田 佑樹 Okada Yuki?, nacido el 4 de octubre de 1983 en Shizuoka) es un exfutbolista japonés. Jugaba de defensa y su último club fue el Fujieda MYFC de Japón.

## Trayectoria

### Clubes
| Club              | País  | Año         |
| ----------------- | ----- | ----------- |
| Chuo Bohan        | Japón | 2002        |
| Consadole Sapporo | Japón | 2003 - 2007 |
| Tochigi SC        | Japón | 2008 - 2010 |
| Mito HollyHock    | Japón | 2011 - 2012 |
| Fujieda MYFC      | Japón | 2013        |

## Estadística de carrera

### J. League
| Club              | Año   | J. League | J. League | Copa J. League | Copa J. League | Total | Total |
| Club              | Año   | Part.     | Goles     | Part.          | Goles          | Part. | Goles |
| ----------------- | ----- | --------- | --------- | -------------- | -------------- | ----- | ----- |
| Consadole Sapporo | 2003  | 16        | 1         | -              | -              | 16    | 1     |
| Consadole Sapporo | 2004  | 26        | 0         | -              | -              | 26    | 0     |
| Consadole Sapporo | 2005  | 38        | 2         | -              | -              | 38    | 2     |
| Consadole Sapporo | 2006  | 0         | 0         | -              | -              | 0     | 0     |
| Consadole Sapporo | 2007  | 0         | 0         | -              | -              | 0     | 0     |
| Tochigi SC        | 2009  | 38        | 4         | -              | -              | 38    | 4     |
| Tochigi SC        | 2010  | 19        | 0         | -              | -              | 19    | 0     |
| Mito HollyHock    | 2011  | 25        | 0         | -              | -              | 25    | 0     |
| Mito HollyHock    | 2012  | 11        | 0         | -              | -              | 11    | 0     |
| Total             | Total | 173       | 7         | 0              | 0              | 173   | 7     |

## Palmarés

### Títulos nacionales
| Título    | Club              | País  | Año  |
| --------- | ----------------- | ----- | ---- |
| J2 League | Consadole Sapporo | Japón | 2007 |